# Hubba Bubba
Hubba Bubba är ett bubbelgum som tillverkas av Wrigley Company, ett dotterbolag till Mars Incorporated. Originalet består av stora bitar med smak av söta sommarbär.
Hubba Bubba introducerades först i USA år 1979. Namnet "Hubba Bubba" kommer av det uttryck som amerikanska soldater använde under andra världskriget för att godkänna något. Originalet innehåller fem bitar. Det finns även på rulle, kallad "tejp". Hubba Bubba är det bäst säljande bubbelgum-märket i USA (2024).